# چارلز کورن‌والیس
چارلز کورن‌والیس (انگلیسی: Charles Cornwallis, 1st Marquess Cornwallis؛ ۳۱ دسامبر ۱۷۳۸ – ۵ اکتبر ۱۸۰۵) یک سیاست‌مدار اهل بریتانیا بود.
وی همچنین برنده جوایزی همچون نشان بند جوراب شده است.